# Residencial Vila Feliz (Anápolis)
O Residencial Vila Feliz é um bairro formado por casas populares, cujos moradores vem das casas irregulares que havia no bairro Anápolis City. Concluído em 15 de setembro de 2009, foram construídas 250 casas nas proximidades do Conjunto Filostro Machado.